# Tåkern
Tåkern er en sø som regnes som en af Nordeuropas førende fuglesøer, beliggende i Östergötlands län i Sverige . For at bevare Tåkerns naturværdier er søen og de nærmeste omgivelser udlagt til naturreservat. Tåkern ligger i Mjölby kommun, Vadstena kommun og Ödeshögs kommun i Östergötland. Søen er 1,9 meter dyb, har et areal på 44 kvadratkilometer og ligger 93 meter over havet. Søen er omkring 10 kilometer lang og 5 kilometer bred. Tåkern ligger i et Natura 2000-område og er beskyttet af habitat- og fugledirektivet. Søen har afløb via Mjölnaån (Disevidån) til Vättern.

## Historie
Søens historie som fuglesø hænger sammen med en regulering som blev foretaget fra 1842-44, hvor vandstanden blev sænket fra 2,5 meter til nutidens 0,8 meter. Ved reguleringen indvandt man 1.600 hektar landbrugsjord og yderligere 500 hektar vådmarksområde til gavn mange fuglearter. En yderligere regulering gennemførtes i 1960'erne for at forhindre for store forskelle på lav- og højvande.

## Beskyttelse og besøgsmål
Hele Tåkern med omgivende kystområde har siden 1975 været et naturreservat. Fra 1. april til 30. juni er der adgangsforbud, på nær til fire besøgsområder og deres tilhørende vandrestier.
Hele søen inklusive strandområderne, et område på 5.650 hektar, blev i 1974 optaget på listen over Ramsarområder, en international konvention til beskyttelse af vådområder.
Vid Glänås besøgsområde på søens sydlige side har man bygget et besøgs- og informationscenter, Naturum Tåkern . De øvrige begøgsområder ligger ved Hov, Svälinge og Väversunda.
Zoologen Bengt Berg har skrevet en bog om fuglelivet omkring søen, Tåkern - en bok om fåglarnas sjö (1913).

## Eksterne kilder og henvisninger
1. ↑  Fågellokaler i Sverige ISBN 91-0-042826-4
2. ↑  "Information Sheet on Ramsar Wetlands - Tåkern" (PDF). Arkiveret fra originalen (PDF) 27. september 2007. Hentet 8. juni 2013.

- Tåkerns fältstation
- naturum Tåkern
- Information om sjösänkningen, från Ödeshögs hembygdsbok